# Historia del idioma asturiano

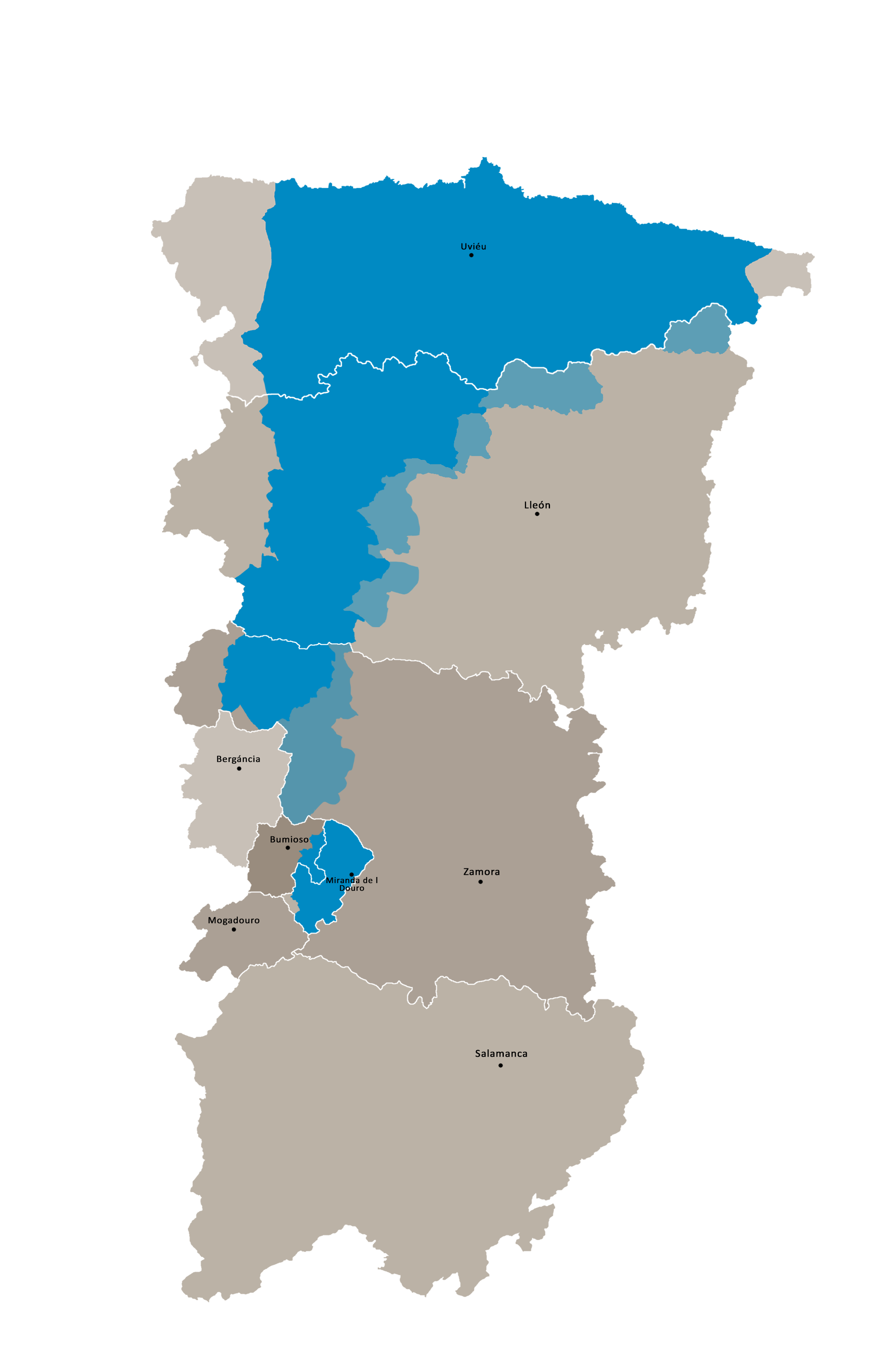
Extensión contemporánea del asturleonés.

La historia del asturleonés, puede ser resumir en tres etapas: los primeros cinco siglos uso corriente —desde sus orígenes hasta separarse del latín astur, hasta la introducción del castellano en el siglo XIV con la pérdida de la independencia del Reino de León— , seguidos de tres siglos de oscuridad (sieglos escuros) y finalmente tres siglos de recuperación hasta nuestros días.

## Antigüedad

### Los primeros habitantes de Asturias
Algunos de los primeros habitantes conocidos de Asturias habrían sido de origen preindoeuropeo, si bien su lengua y su organización no se conoce bien ya que los únicos datos sobre ellos son de tipo arqueológico. Además de los datos arqueológicos existen algunos pocos términos que no parecen de origen indoeuropeo como vega, cotoya, artu, cuetu o cachiparru que podría remontarse al substrato preindoeuropeas, aunque en algunos casos habían sido integradas al latín hispánico.
Durante el primer milenio a. C. la región ya habría estado habitada por pueblos indoeuropeos que dejaron cierta evidencia lingüística. Las primeras noticias históricas de la región de origen del asturleonés datan del período romano. Diversos autores clásicos como Estrabón, Floro y Plinio el Viejo mencionan a los astures que presumiblemente habrían sido un pueblo celta, si bien, no se conocen demasiados detalles sobre la lengua de los astures, aunque posbilemente era más cercana al celta galaico que al celtíbero, dada la proximidad geográfica.

### Los romanos
Los romanos llegan a Asturias en el siglo I a. C., más tarde que al resto de la península siglo III a. C. Comienza así una romanización tardía en la que los astures abandonaron su lengua tradicional adoptaron la lengua y cultura de los conquistadores. El latín devino así en la lengua propia de asturianos y leoneses aunque no de forma abrupta, sino de forma progresiva a través de matrimonios interétnicos y ventajas administrativas como la ciudadanía romana o el reparto de tierras. Este proceso de sustitución lingüística habría podido durar varias generaciones, es decir, entre uno y dos siglos.
El proceso de romanización se dio también en otros lugares, lo que explica que la lengua empleada en esa época, el latín tardío fuese de la que derivaran luego las denominadas lenguas románicas, como el galaico-portugués, el castellano y otras lenguas romances de la península y Europa occidental. En particular, el asturleonés comparte un mayor número de características con las lenguas románicas más occidentales, con las que forma las lenguas iberorromances occidentales.

## Edad Media

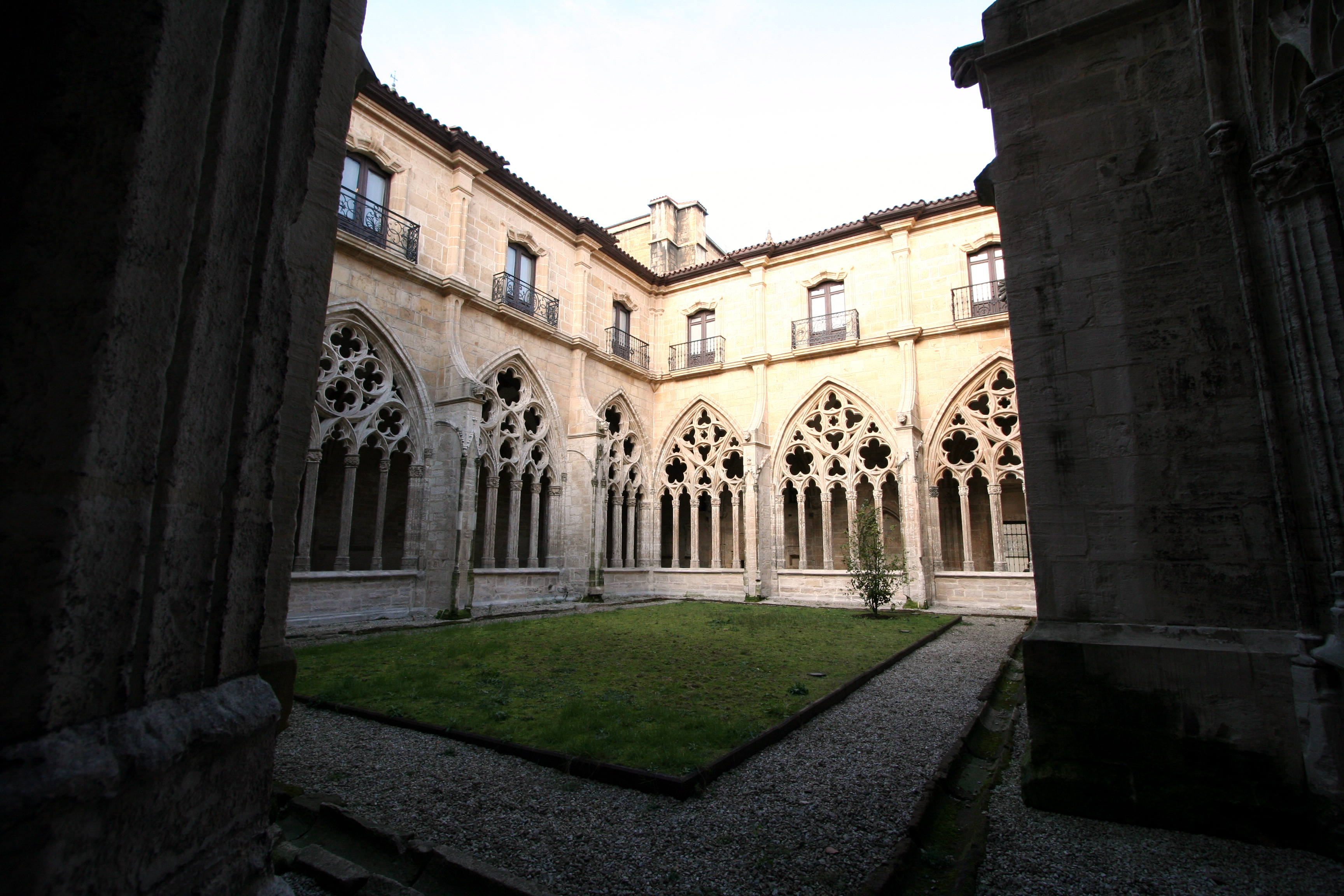
Monasterio de San Vicente, lugar donde está guardada buena parte de la producción escrita en asturiano medieval.

Es en la Edad Media donde se da el nacimiento del asturleonés como lengua diferenciada, pese a que su evolución desde entonces haga que las estructuras gramaticales, la fonética y la ortografía hayan cambiado mucho. La transformación del latín para convertirse en asturleonés se produjo de manera progresiva y casi imperceptible. Es imposible dar una fecha exacta en la que el latín pase a ser asturleonés. Sin embargo, pese a que el empleo del asturleonés coloquial estuviese difundido en la alta Edad Media y sea casi unánime, el latín seguirá como lengua de cultura, de los documentos legales por mucho tiempo. Uno de los documentos que mejor reflejan la evolución del latín es la llamada Cayuela de Carrio, del siglo VIII, encontrada en Villayón y que recoge un conjuro contra los nuberos en un tipo de lengua popular ya bien diferenciada del latín clásico.
Es el nacimiento del Reino de Asturias que después se desarrollaría como el Reino de León una de las principales causas que explican que en este territorio se llegase a formar una lengua diferenciada a partir del latín del antiguo Conventum Asturum. El Reino de León no ocupaba únicamente las tierras asturianas y leonesas, sino también las de Galicia y parte de Portugal, y Castilla. Además de esto, conquistó tierras al sur del río Duero, hasta Extremadura y Andalucía occidental. Por ello aún se mantienen en el habla de estos lugares algunos rasgos característicos del asturleonés.
Asentado en el Reino de León, el latín de uso legal, empujado por una sociedad que usaba principalmente el asturleonés como lengua coloquial, el uso del latín en los documentos escritos va retrocediendo y dejando paso al asturleonés, que deviene en lengua legal del reino y se emplea en multitud de documentos notariales, de pleitos y de varias cosas. No es, consecuentemente, casualidad que el primer documento escrito en asturiano sea uno de estas características: El Fueru d'Avilés, del siglo XII, una especie de constitución de este municipio asturiano. De esta época se conservan muchos textos, pero el más importante es el libro llamado Fueru Xulgu («Fuero Juzgo» en español castellano), traducción al asturiano del antiguo código legal del reino visigodo.
No se conocen textos literarios en asturiano medieval, aunque esto no significa que no los hubiese, sencillamente no se tienen evidencias de ellos. Una prueba, entre otras podrían darla los muchos asturianismos en un manuscrito leonés del conocido Libro de Alexandre, aunque mezclados con el castellano. Por otra parte, se conocen los nombres de muchos juglares asturianos y leoneses que seguramente cantasen en la lengua del reino, aunque ahora no conozcamos sus obras.
La pérdida de independencia política del reino de León al unirse con el de Castilla en 1230, sienta las bases para un retroceso progresivo del asturleonés. Ello se debe, en primer lugar, a que en el nuevo reino unido de Castilla y León la hegemonía es de Castilla. Como consecuencia, la lengua más usada en la corte es el castellano, que va a ser también la que se emplee desde entonces en toda la documentación real. Es entonces, con Alfonso X El Sabio (1254-1284) donde el castellano y el gallego van a tener un importante uso literario, que no llegó a tener el asturleonés.

## Edad Moderna
Pero el momento más crítico va a llegarle al asturiano en el siglo XIV cuando la iglesia asturiana estará a cargo de un obispo de origen castellano, Gutierre de Toledo, que impone importantes reformas internas que harán de la lengua castellana la propia de la documentación eclesiástica. En este sentido, los clérigos asturianos van a empezar a formarse fuera de Asturias y León, en Castilla y en lengua castellana, ya no en asturleonés.
Estos hechos y la creciente política centralista e intervencionista de Castilla, promueven gravemente el proceso desasturianizante en las clases altas de la sociedad e impiden la consolidación del asturleońes como lengua literaria. Este sistema centralizador aparece junto al concepto estado nacional, la necesidad de uniformación lingüística como factor de cohesión de la nueva estructura política.

### LosSieglos Escuros(siglos oscuros)
La lengua asturleonesa, durante cuatro siglos —XIV, XV y XVI denominados «siglos oscuros» (sieglos escuros)— estuvo ausente del empleo escrito, frente al castellano y al portugués que van a entrar en un proceso de fijación y codificación, lo que les va a conferir la categoría de lenguas de cultura. De este modo, surge así una situación conocida en la sociolingüística como diglosia donde al tiempo que se mantiene el uso coloquial del asturleonés en la práctica totalidad de la población, las clases dominantes, la aristocracia, el alto clero y el funcionariado pasan a emplear ampliamente el castellano como signo de distinción social. Esta situación va a ser característica del asturiano hasta hoy.
La literatura asturleonesa queda al margen de este modo del Renacimiento, y una de las posibles causas de la ausencia de preocupación por la cuestión lingüística puede que sea la ausencia de universidad en los tres territorios en los que la lengua es hablada: Asturias, León y Miranda de Duero.

### El Barroco

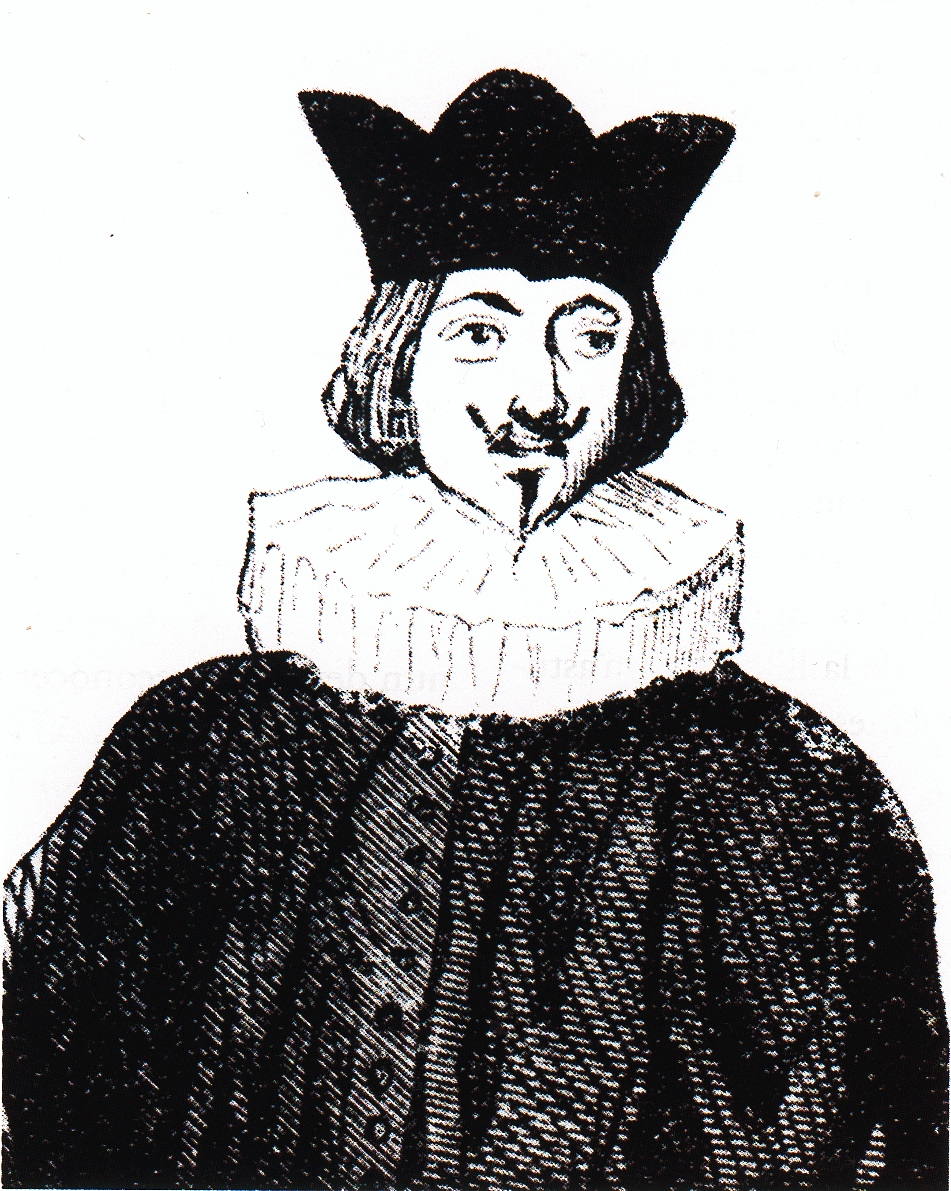
Retrato idealizado del de Antón de Marirreguera.

Aunque desde finales de la Edad Media el asturiano empieza a sufrir un importante retroceso, ello no supuso, su fin. Por ejemplo, en la llamada Edad Moderna va a volver a haber textos en asturiano y ahora, esta vez sí, literarios.
Antón de Marirreguera (1600-1662) se convierte así en el primer escritor conocido en asturiano y lleva la literatura en esta lengua al Barroco. Comienza el cultivo de varios temas cultos: Las obras poéticas son de carácter religioso (Pleitu ente Uviéu y Mérida) o retoman la tradición grecolatina Dido y Eneas o Píramo y Tisbe. Además de esto, surge el teatro en el que no sólo hay denuncia sino que además una toma de conciencia con la situación de la lengua. Por ejemplo, en la obra teatral L'Alcalde, del citado Marirreguera, se ridiculiza a un personaje que habla en castellano para presumir de una buena posición social.
El asturiano, se valora así en esta época como habla propia del pueblo por muchos intelectuales de la aristocracia y el alto clero y, además, como una seña de identidad histórica de los asturianos como hace el historiador de Cangas del Narcea Luis Alfonso de Carvallo.
Por desgracia, ni en León ni en Miranda de Duero aparece ningún escritor en estos siglos y la situación del asturleonés sigue allí arrinconada en el terreno de lo oral siguiendo la misma dinámica que en los siglos oscuros. Es de destacar la coincidencia en no más de 20 años del primer autor en asturiano y la inauguración de la Universidad de Oviedo, con el ambiente intelectual que promueve. No es raro, entonces, que el primer poema en esta lengua sea editado o conocido a consecuencia de que es el ganador de un concurso de poesía hecho en Oviedo.

### La Ilustración asturiana

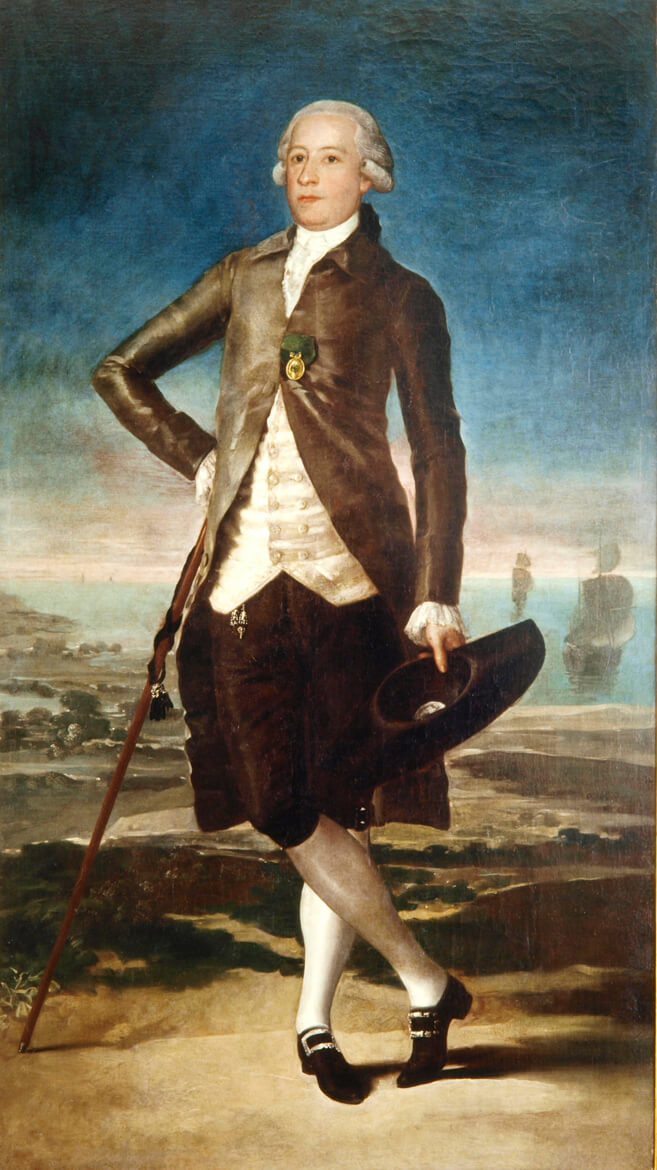
Jovellanos, un defensor de la lengua asturiana, de su estudio y dignificación: fue él quien propuso la creación de una Academia.

En el siglo XVIII la Ilustración da con fuerza en la Asturias de la época y un grupo de intelectuales encabezados por el filósofo y escritor Gaspar Melchor de Jovellanos van a comenzar la defensa de la lengua y a darle el valor necesario. Surge entonces una preocupación por la situación del idioma y una necesidad de dotarlo de instrumentos que posibiliten conseguir un futuro y que valgan para normalizarlo socialmente. Es por eso que el mismo Jovellanos propone la creación de una Academia con el objetivo de normativizar y recoger la riqueza de la lengua.

«Ye la llingua viva del nuesu pueblu; mamámosla toos, por dicilo asina, cola primer lleche; va pasando tradicionalmente de padres a fíos y continúase de xeneración en xeneración...Con un cartón y un llápiz a mano, en casa, na cai, en paséu, en campu, podemos arriquecer tolos díes esta preciosa ayalga»

Nace así en 1788 un diccionario etimológico del que actualmente no se sabe nada, y es el siglo, el XVIII en el que las letras asturianas ven a su primera mujer escritora, Xosefa Xovellanos, hermana del pensador. El asturiano, así, va cogiendo fuerza entre las capas sociales dominantes y en la intelectualidad, además de asentarse las bases de un conocimiento de la situación de la lengua y de los objetivos a conseguir para su plena normalización. Es una época de puesta en valor de la lengua y de continuación de la literatura que habría comenzado en el siglo anterior Marirreguera. Se cultivan los géneros poéticos (mayoritarios y de inclinación cultista) y el género teatral que busca acercarse al gran público.

## Siglo XIX

### Asturias
En el siglo XIX, época del regionalismo, se continúa y antologa la tradición literaria asturiana con la publicación en 1839 de la Colección de poesías en dialecto asturiano de José Caveda y Nava, que antologa todos los creadores anteriores y es así el primer libro en asturiano. En este siglo, continúan las preocupaciones de los ilustrados por la situación de la lengua y su normalización y normativización. Se escribe en 1869 la primera Gramática Asturiana, de Junquera Huergo que no sería publicada hasta 1991 por la Academia de la Llingua Asturiana.
El asturiano va llegando a la sociedad por las ideas ilustradas, y el Príncipe francés Luis Luciano Bonaparte le encarga a Manuel Fernández de Castro (1834-1905), obispo, poeta y traductor al asturianu de otras obras religiosas, hacer una traducción al asturiano del Evangelio según San Mateo publicado en 1861 en la ciudad de Londres.
Es una época también de emigración en la que el asturiano se mantiene vivo entre las comunidades emigradas, que producen muchos artículos en revistas y alguna obra literaria como Camín de la Romería. Se consolida así el prestigio del idioma y hasta la prensa asturiana incluye noticias o artículos en aturiano, destacando Enriqueta Fernández Rubín en el periodismo.
Sin embargo, la nota negativa la pone la implantación de determinadas ideas que habían aparecido ya en el siglo XVIII, pero que consiguieron fuerza con Humboldt y con el movimiento romántico alemán. Para ellos, las lenguas están relacionadas con la tendencia espiritual y las costumbres de un pueblo, y por ello se da una semejanza entre el genio de un pueblo y de la literatura que se escribe en esa lengua (volkgeist). Esto da lugar a un cambio importante en la serie literaria asturiana: un pueblo de vida rural, de costumbres arcaicas y lengua conservadora y arcaizante; así empiezan a aparecer e las obras los tópicos bucólicos (traducciones del «Beatus ille», poemas de Domingo Hevia) el mundo campesino deja de ser el lugar desde el que se mira la realidad, desde el que se toma la perspectiva o punto de vista y pasa a convertirse en objeto poético. Se publican entonces cantares a la vida ideal del campesino, a la tierra en la que vive, a lo que dicen ser sus costumbres, su moral, su concepción histórica, el estado, la política. Dentro de esta tendencia, José Caveda y Nava va a ser el primer exponente de la idealización del mundo rural, mientras que Xuan María Acebal va a serlo de la descripción paisajística y de la visión idílica del mundo rural a la vez que una poesía de carácter religioso dirigida a la Virgen, otro de los mitos de la poesía asturiana de la época.
Únicamente Teodoro Cuesta (1829-1895) recupera la veta festiva y erótica comenzada por Marrireguera y por el gran dominio que tiene de la lengua asturiana y de los estilemas propios de su tradición literaria; obras en las que define esta visión son Munchu güeyu, Andalucía y Asturias y A María inmaculada

### Miranda l Douro
El siglo XIX es también el del nacimiento de la literatura en mirandés, la variedad hablada en Portugal del asturleonés. En 1884 el filólogo y escritor José Leite de Vasconcellos publica el que tendrá el honor de ser el primer libro en esta variante del asturiano, Flores Mirandesas, de carácter poético y consistente en un conjunto de ocho poemas. El autor, que no era mirandés, reconoce sus limitaciones y la obra tiene más valor histórico que literario. Es quizás éste un hecho que explique que la actual normativa lingüística empleada en Miranda l Douro sea de inspiración portuguesa.
En esta época, en Miranda, se estilan las traducciones con el objetivo de crear una base escrita para la lengua allí. Es el propio José Leite de Vasconcellos, quien traduce algunos poemas de Camões a los que da el nombre de Camoniana Mirandesa. Otro traductor es Manuol Sardina cura de profesión que escribió en la última década del siglo XIX; se conocen dos traducciones de gran calidad, una un poema de Camões y otra un poema de Antero de Quental
Sin embargo, el más destacado de esta época es Bernardo Fernandes Monteiro, natural de La Pruoba, fue el principal escritor de mirandés en el siglo XIX. Es significativo el trabajo de traducción de algunas obras fundamentales para el mirandés: Ls Quatro Eibangeilhos; la Carta de San Paulo als Corintios, un soneto de Camões; el cuento L cirujon de l Senhor Abade original de Manuel Ferreira Deusdado. De esta Carta de San Paulo y de los cuatro evangelios, únicamente fueron publicadas algunas partes en la Revista de Educação e Ensino, en el periódico O Mirandês, y en el periódico O Reporter igual que la obra de Manuel Ferreira Deusdado Escorços Transmontanos. Fernandes Monteiro es también quien comenzó la prosa en mirandés, publicando en el periódico O Mirandez los primeros cuentos originales escritos en mirandés: La Despedida, Mala Bida y Deixai Casar l Rapaç además del poema L Cántaro de Juana.
Otros autores son Francisco Meirinhos de quien sólo se conoce un poema La nina aunque se sepa que escribía poesía; y Francisco Garrido Brandon que comienza la producción teatral mirandesa y enlaza en los temas de la literatura de Miranda con la de Asturias con una pieza que lleva por nombre Sturiano i Marcolfa escrito en mirandés, gallego y castellano.

### Conjunto
Con la excepción de este hecho, las literaturas de Asturias y Miranda y las comunidades de hablantes no entran en contacto y no hay intercambio de impresiones o pareceres de lo que sucede a un lado y a otro del dominio lingüístico. La literatura asturiana y la mirandesa crecen de espaldas la una a la otra y van elaborándose dos estándares de facto en los que vivirá la lengua escrita, el asturiano, más cercano al castellano aunque con algunas características propias como el empleo de la X o el uso del apóstrofo y el mirandés más cercano a la lengua portuguesa. Lo que va a marcar luego la evolución de los dos focos. 
León, por el momento sigue sin dar producción escrita y la lengua va borrándose de grandes zonas del territorio arrinconándose en el Norte y el Oeste.

## Siglo XX

### León
Es en el primer tercio del siglo XX cuando comienza la literatura escrita en asturleonés en León. Así, en 1907 Caitán Álvarez Bardón, publica Cuentos en dialecto leonés. Es un autor muy vinculado al clima literario y cultural de Asturias, y por los temas viene a coincidir con la línea ruralista que era la mayoritaria en esa época. El libro es un conjunto de relatos, anécdotas e historias de las zonas de Cepeda y Óbrigu.

### Asturias
Si hasta el XIX la sociedad asturiana era mayormente rural, comienza un proceso de industrialización desencadenado por la Revolución industrial, lo que hace que la población vaya desplazándose poco a poco a las zonas urbanas para trabajar en las nuevas industrias que se van creando. Como las ciudades eran, por otra parte, los principales centros administrativos y los lugares donde vivían y dominaban los sectores sociales más castellanizados, se entiende que este desplazamiento masivo de la población rural coincida con un gran desarraigo lingüístico. Especialmente porque, a diferencia de lo que sucedió en otros lugares como Cataluña o el País Vasco, el nuevo sector dominante (la burguesía que vivía de esas nuevas industrias, el comercio o la banca) no asumió un compromiso firme de defensa de la lengua autóctona, y más bien intentó hacerla de menos y ridiculizarla como marca de aldeanismo, escogiendo el uso del castellano como signo de diferenciación social frente a las capas populares y como requisito necesario para el ascenso social.
Además de esto, la escolarización masiva de la población, siempre en castellano y sin tolerar la presencia del asturiano en los ámbitos de estudio, y también el desenvolvimiento de los grandes medios de comunicación de masas como la prensa y la radio que llevaban el castellano a la mayoría de la población (alfabetizada o no).
Es esta una época de fuerte castellanización, en la que la literatura sigue mayoritariamente los caminos ya abiertos en el período anterior, además los apoya el triunfo, a nivel del Estado del sainete, del géneru chico, etc. En la poesía, aún dominante, se desarrollan los temas y formas estilísticas y métricas que se habían hecho tópicos (Pepín Quevedo, Perfecto Fernández Usatorre, José Manuel Farcía González (Marcos del Torniello), Francisco Fonzález Prieto y un largo etcétera. En el teatro se impone con fuerza el denominado Teatru Rexonal Asturianu y de la Naturaleza; un teatro costumbrista, melodramático, no convencional, diglósico, que va a tener en Emilio Robles Muñiz (Pachín de Melás 1877-1938) su principal autor, y en la Compañía Asturiana su primer medio de difusión. Es destacable la difusión de la época y muchos los ejemplares de libros teatrales publicados y reeditados sin subvención, además de una buena asistencia a los espectáculos teatrales que se hacían en la época.
La literatura aldeanizada se completa en la prosa con obras como complétase na prosa con obres como Les Charles de Alfredo García.
Sin embargo, no toda la literatura es de esta clase y hay un surgimiento de lo nacional y lo regional: Así se encuentra la Liga pro-Asturias, más proteccionista que otra cosa con el El Catecismu Rexonalista de 1918, la Fiesta de la Poesía Asturiana, un intento de Juegos Florales en 1923. Son obras de esta corriente Nel y Flor y La Fonte del Cai además de la producción del Padre Galo, Fernán Coronas (1884-1939) a quien se considera en ocasiones el primer escritor nacionalista.

### Miranda l Douro
En Miranda viene desarrollándose el proceso ya descrito en el apartado anterior. Pero por lo tarde que comenzó (última década del siglo) sigue en este primer tercio la producción de estos hombres.